# ورزشگاه ریموند جیمز

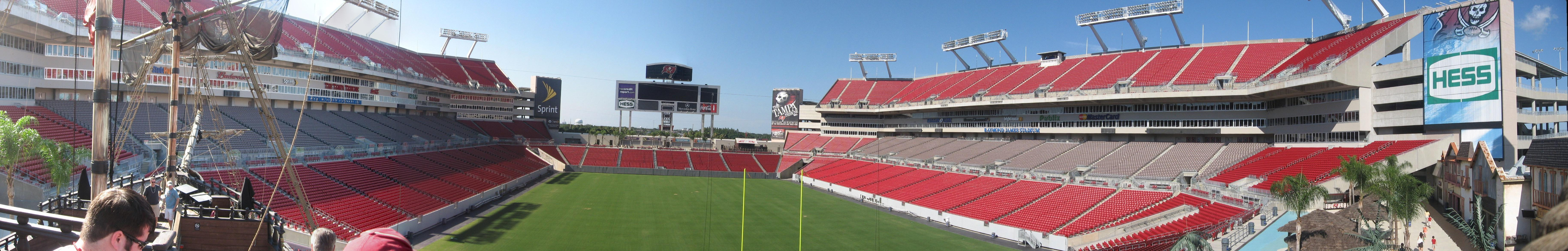

ورزشگاه ریموند جیمز (به انگلیسی: Raymond James Stadium) نام یک ورزشگاه چندمنظوره در آمریکا است.
این ورزشگاه با ظرفیت ۶۶٬۲۳۱ نفر در شهر تمپا ایالت فلوریدا واقع شده‌است. ابعاد این ورزشگاه ۶۶ در ۱۰۵ متر است. در تاریخ ۱۹۹۸ تأسیس شد و دارای زمین چمن می‌باشد.

## نگارخانه

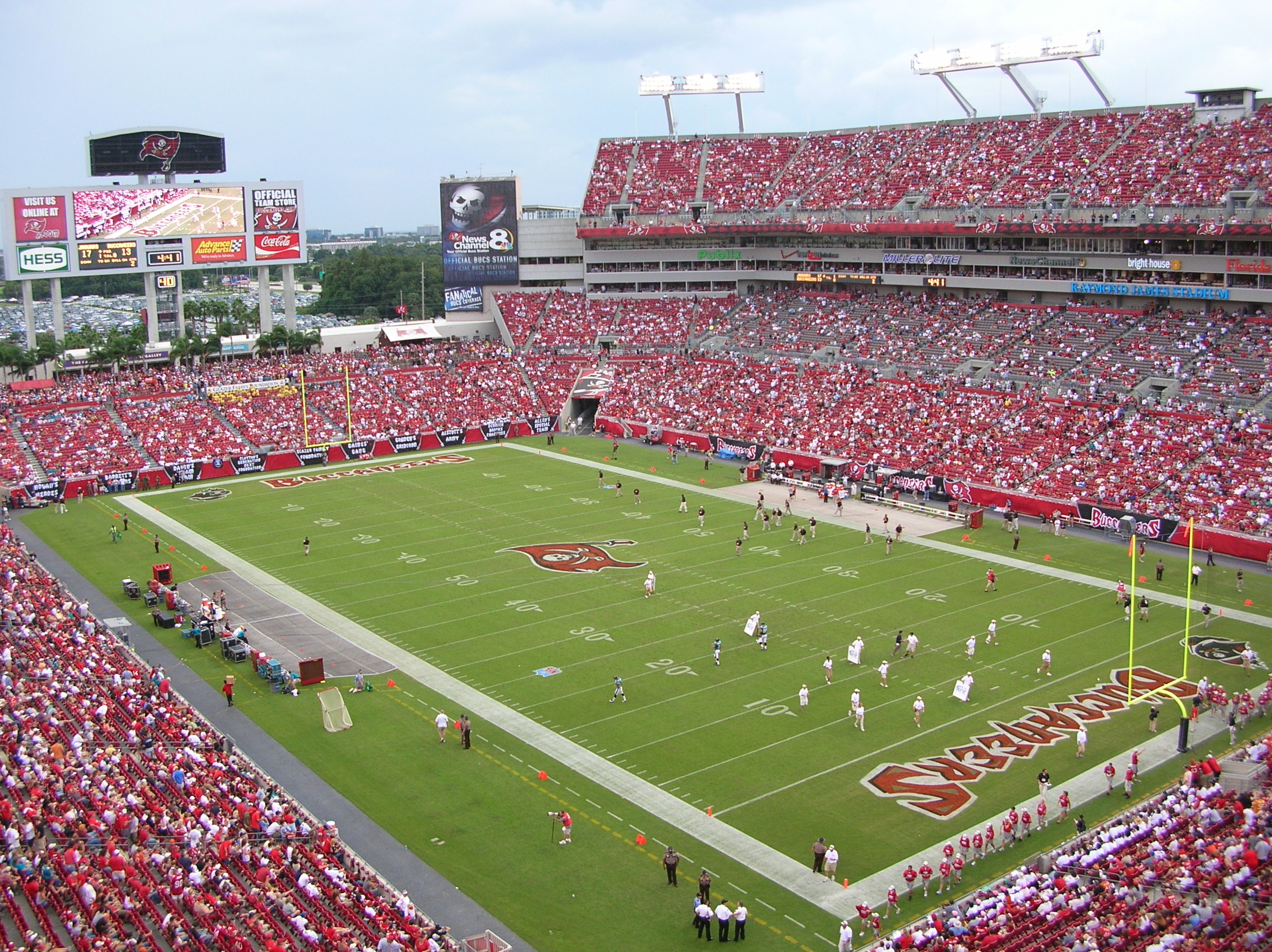
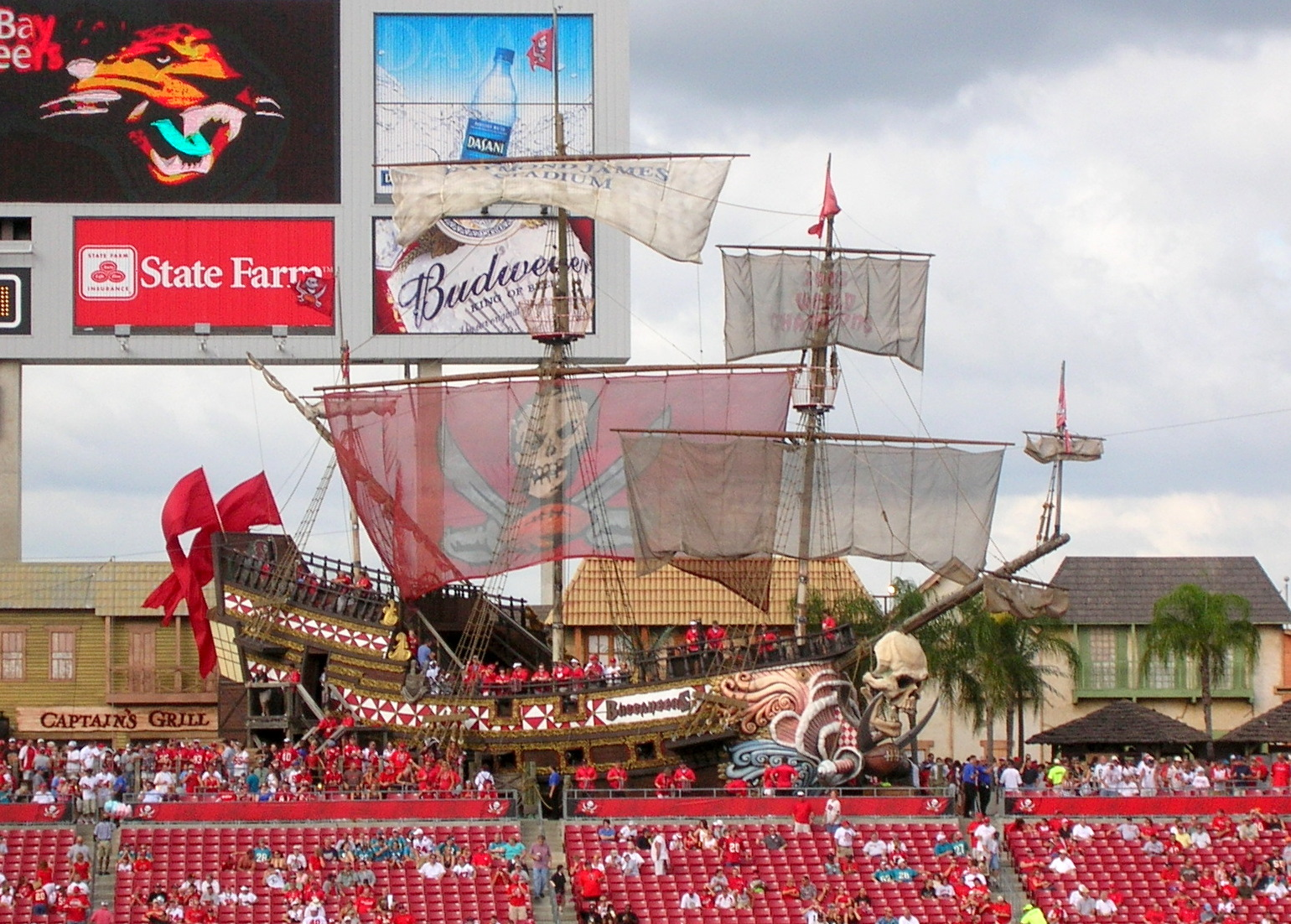
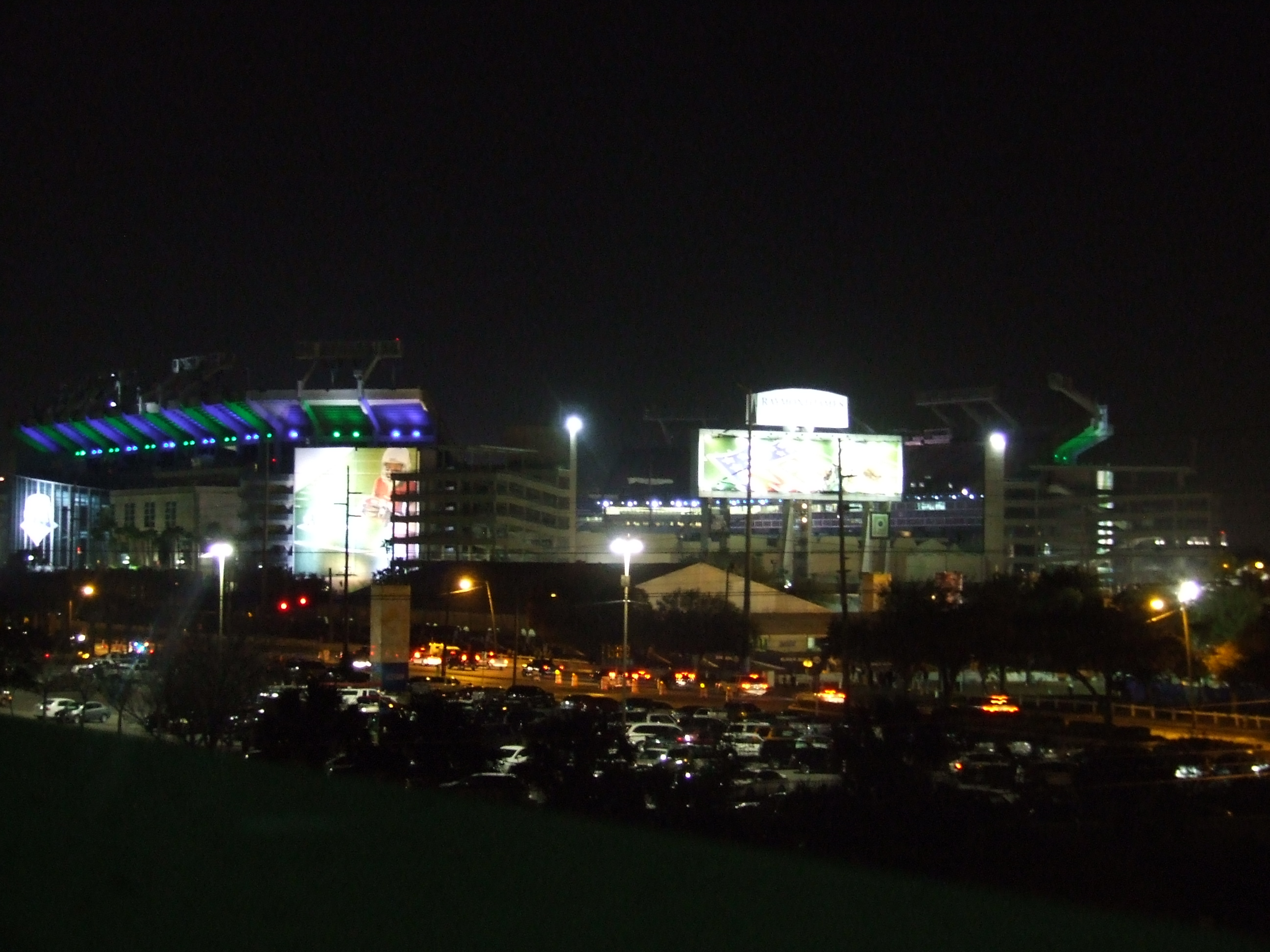